# Lijst van Tongenaren
Dit is een lijst van Tongenaren, bekende personen die in de Belgische stad Tongeren zijn geboren of woonachtig zijn (geweest).

## A
- Zohra Aït-Fath (1975), zangeres
- Ambiorix, koning van de Eburonen

## B
- Nelson Balongo (1999), voetballer
- Armand Benneker (1969), Nederlands voetbaltrainer en voormalig voetballer
- Christophe Bertjens (1993), voetballer
- Hugo Biets (1947), waarnemend burgemeester onder Patrick Dewael
- Jan Boedts (1904-1973), beeldhouwer
- Philippe Boesmans (1936-2022), componist
- Johannes Brassart (1400?-1455), componist
- Henry Briers de Lumey (1869-1946), politicus en schrijver

## C
- Robert Cailliau (1947), grondlegger van het World Wide Web
- Alfons "Fud" Candrix (1908-1974), jazzmuzikant en orkestleider
- Lyn Charliers ( -1679), slachtoffer van de heksenvervolging in Europa
- An Christiaens (1979), Vlaams volksvertegenwoordiger
- Mathieu Christiaens (1865-1934), ingenieur-architect
- Pieter Cilissen (1978), bocciaspeler
- Gert Claessens (1972), voetballer
- Marie Coenen ( -1668), slachtoffer van de heksenvervolging in Europa

## D
- Jos Daerden (1954), voetbaltrainer en voormalig voetballer
- Koen Daerden (1982), voetballer
- Charles Antoine de Bieberstein Rogalla Zawadsky (1796-1880), Nederlands politicus en militair
- Erwin Deckers (1970), radiopresentator
- Govert Deploige (1973), acteur
- Simon Deploige (1868-1927), priester, theoloog en politicus
- Cyriel Dessers (1994), voetballer
- Charles de Meeûs d'Argenteuil (1857-1945), oud-burgemeester van Neerrepen
- Clément de Renesse-Breidbach (1776-1833), Nederlands en later Belgisch politicus
- Erard de Schaetzen (1904-1997), oud-burgemeester en senator
- François de Schaetzen (1875-1956), oud-burgemeester van Nerem en volksvertegenwoordiger
- Ghislain de Schaetzen (1951), oud-burgemeester
- Louis de Schaetzen (1793-1880), volksvertegenwoordiger
- Oscar de Schaetzen (1836-1907), volksvertegenwoordiger
- Georges de Schaetzen van Brienen (1887-1961), oud-burgemeester van Bommershoven en volksvertegenwoordiger
- Rutger de Tiecken de Terhove (1780-1860), lid van het Belgisch Nationaal Congres en volksvertegenwoordiger
- Jacques De Vocht (1902-1959), oud-burgemeester en senator
- Patrick Dewael (1955), burgemeester en volksvertegenwoordiger
- Pierre Diriken (1882-1960), oud-burgemeester, senator en volksvertegenwoordiger
- Marc Dupain (1961), journalist

## E
- Evergislus ( -593?), vijfde bisschop van Keulen
- Evermarus ( -700?), Fries heilige

## F
- Jules Frère (1881-1937), schrijver

## H
- Helerius ( -555), patroonheilige van Saint Helier op Jersey
- Mgr. Jozef Maria Heusschen (1915-2002), eerste bisschop van Hasselt
- Mgr. Patrick Hoogmartens (1952), huidige bisschop van Hasselt
- Nicky Houba (1984), handbalspeelster
- Antoine Houbrechts (1943), wielrenner
- Hubert Huveners (1808-1880), volksvertegenwoordiger

## I
- Pierre Imperiali (1874-1940), politicus
- Joseph Indekeu (1861-1938), volksvertegenwoordiger

## J
- Joseph Laurent Jaminé (1797-1883), oud-burgemeester en journalist
- Herwig Jorissen (1951), voorzitter van ABVV Metaal
- Wim Jorissen (1922-1982), politicus

## K
- Marino Keulen (1963), Minister in de Vlaamse regering
- Dieter Kersten (1996), atleet

## L
- Victor Lenaers (1893-1968), wielrenner
- François L'Hoëst, directeur en zoöloog
- Aloka Liefrink (1979), schrijfster en gesprekstherapeut
- Freddy Loix (1970), rallyrijder
- Lutgardis van Tongeren (1182-1246), patroonheilige van blinden en zwangere vrouwen
- Jef Lysens (1896-1950), oorlogsburgemeester en gouverneur ad interim van de provincie Limburg
- Marie-Claire Leonard (1938), barones en pionier in het migratiebeleid

- Nicolas Leonard (1901-1972), burgemeester van Sluizen en gedeputeerde van de provincie Limburg

## M
- Martinus van Tongeren ( -350?), zevende bisschop van Tongeren
- Maternus ( -325?), eerste bisschop van Tongeren
- Arthur Meulemans (1884-1966), componist en dirigent
- François Meyers (1836-1915), oud-burgemeester, senator en volksvertegenwoordiger
- Georges Meyers (1869-1950), oud-burgemeester en senator
- Jozef Michiels (1820-1884), oud-burgemeester
- Liesbeth Mouha (1983), beachvolleybalster
- Tom Muyters (1984), voetballer

## N
- Daniël Nassen (1966), voetbaltrainer en voormalig voetballer
- Wilfried Nelissen (1970), wielrenner
- Paul Neven (1870-1946), oud-burgemeester en volksvertegenwoordiger

## P
- Valentinus Paquay (1828-1905), het Heilig Paterke van Hasselt
- Peter Perceval (1966), toneelacteur en -regisseur
- Yves Petry (1967), schrijver en journalist
- Arvis Piziks (1969), Lets wielrenner
- Nikolas Proesmans (1992), voetballer

## R
- Laura Ramaekers (1985), zangeres/4e in Idool 2004
- Guy Raskin (1937-2016), voetballer
- Annemie Roppe (1946), volksvertegenwoordiger
- Louis Roppe jr. (1944), oud-burgemeester van Hasselt
- Sébastien Rosseler (1981), wielrenner
- Mario Roymans (1950-1979), bekend als Tijl van Limburg
- Mathieu Rutten (1925-2011), oud-burgemeester, senator en volksvertegenwoordiger

## S
- Servatius van Tongeren ( -384?), derde van de vier IJsheiligen
- Erik Schoefs (1967), wielrenner
- Frans Schoubben (1933-1997), wielrenner
- Ann Simons (1980), judoka
- Jos Stassen (1961), politicus
- Sandra Swennen (1973), atlete
- Piet Swerts (1960), componist, voormalig winnaar compositiewedstrijd Koningin Elisabethwedstrijd
- Wim Swerts (1966), striptekenaar

## T
- Erwin Thijs (1970), wielrenner
- Lut Tomsin (1941), actrice

## U
- Eugène Ulrix (1876-1936), hoogleraar Romaanse talen en Latijn aan de Universiteit Gent

## V
- Daan Vaesen (1981), voetballer
- Joost Vaesen (1979), historicus
- Camille van Camp (1834-1891), kunstschilder
- Christophe Vandegoor (1972), sportjournalist
- Radulf van der Beeke (14e - 15e eeuw), deken van de basiliek, kerkhistoricus, rector in Keulen
- Théodore van der Smissen (1623-1679), abt van Sint-Truiden, onder de kloosternaam Michel
- Guy Vandersmissen (1957), voetballer
- Hendrick van Doerne (1500?-1545), kanunnik
- Johan Lodewijk van Elderen (1620-1694), prins-bisschop van het Prinsbisdom Luik van 1688 tot 1694
- Christophe Van Garsse (1974), tennisspeler
- Arnold van Mulken (16e eeuw), meestermetselaar, aannemer en architect
- Jan VIII van Renesse (1505-1561), 1e heer van Elderen
- Arnould van Sprolant (1486-1539), edelman, geleerde en geestelijke
- Jan Velaers (1957), hoogleraar en schrijver
- Gunter Verjans (1973), voetballer
- Jef Vliers (1932-1994), voetballer
- Gerardus Vossius Borghlonius (1547?-1609), proost van het Onze-Lieve-Vrouwe-kapittel

## W
- Stef Wijnants (1966), sportjournalist
- Veerle Wouters (1974), volksvertegenwoordiger